# 塞尼科韋 (舊比利斯克區)
塞尼科韋（烏克蘭語：Сенькове）是位於烏克蘭東部的村莊，由盧甘斯克州舊比利斯克區的奇米里夫卡市鎮負責管轄。該村始建於1860年，面積0.8平方公里，海拔高度98米，2001年人口75，人口密度每平方公里93.8人。